# Intel·ligència corporal-cinestèsica
La intel·ligència corporal cinestèsica és un tipus d'intel·ligència que es destaca per la realització d'accions motrius i que en general tenen els professionals de qualsevol tipus d'esport i els coreògrafs i ballarins, per exemple. Prima un estil cognitiu cinestèsic.
Aquesta intel·ligència destaca especialment en les habilitats de control del cos sobre objectes, i el domini efectiu per dimensionar mentalment l'espai físic on s'efectua la tasca pràctica. A diferència de la intel·ligència corporal visual, generalment emprada en el camp de la cirurgia mèdica, on s'han de refinar els sentits visuals i cinestèsics, la intel·ligència corporal cinestèsica té un perfeccionisme que s'aplica a totes les funcions anatòmiques mòbils.

## Aplicacions
Els ballarins tenen aquesta intel·ligència molt desenvolupada, ja que expressen emocions i bellesa a través del cos humà utilitzant moviments que poden arribar a ser difícils de fer, coordinar i memoritzar. Treballen a més les sensacions cenestèsiques, l'equilibri, l'espai, simulen i copien, etc. Els actors també tenen desenvolupada aquesta intel·ligència, ja que simulen expressions facials i corporals. També forma part de la instrucció dels cossos de policia moderns, i dels reclutes de les forces especials de l'exèrcit a nivell mundial.